# أدريان هايلاند
أدريان هايلاند (بالإنجليزية: Adrian Hyland)‏ (23 أغسطس 1954، ملبورن في أستراليا)؛ مؤلف، كاتب وروائي أسترالي.